# みらいブンカ village
『みらいブンカ village』（みらいブンカビレッジ）は、文化放送で2019年10月1日から2020年3月27日まで放送されたラジオの生ワイド番組。
「今を知り、楽しみつつ未来を描き、今日より一歩成長すること」を共通テーマとして、曜日替わりの内容を送る。文化放送がナイターオフのワイド番組を曜日替わりのレーベル形式にする点については、2017年度の『渋谷×文化ラジオ』と同様の形態となっている。

## 放送時間
- 火曜 - 金曜 19:00 - 21:00

## 内容
火曜日
- 『浜松町Innovation Culture Cafe』[1]
  - パーソナリティ：入山章栄（早稲田大学ビジネススクール教授）、砂山圭大郎（文化放送アナウンサー）
  - アシスタント：田ケ原恵美（たがはら えみ…松竹芸能所属タレントで、2020年3月まではVoicy広報担当でもあった）

イノベーションプロジェクト「浜松町Innovation Culture Cafe」と連動した、ビジネスマン向けの情報番組。入山が同カフェのマスター、砂山アナが常連客、田ケ原が従業員という設定となっている。
この番組については、本枠終了後の2020年度上半期も、土曜18時台の1時間弱[注 2]の番組として、事前収録形式[注 3]にて継続。2020年度下半期は月曜19時台前半へ移動し30分番組として放送（内容が2週続きの前後編に）。2023年度下半期は月曜19時台で1時間に再拡大。

水曜日
- 『堀江由衣×浅野真澄の#とれとれ』[4]
  - パーソナリティ：堀江由衣、浅野真澄

「トレンド」をテーマとした情報バラエティ番組。この番組のみ、他の曜日よりもいち早く概要が発表された。声優がパーソナリティを務める関係で「文化放送A&Gゾーン」としても扱われている。
この番組については、本枠終了後の2020年度以降、事前収録形式の30分（土曜放送期は27分）番組として継続。2020年度は月曜21時台前半、2021年度上半期および2022年度は土曜18時台後半[注 2]、2021年度下半期は金曜20時台前半、2023年度は土曜19時台後半で放送。

木曜日
- 『落語家が、何か面白いこと言ってるよ』[2]
  - パーソナリティ：不定（立川談笑や桂宮治など、真打落語家と二ツ目落語家のコンビが週替りで登場）
  - アシスタント：西川文野（文化放送アナウンサー(当時)）

週替わりの落語家コンビによるトークバラエティ番組。前年同時間帯で帯番組として放送された『SHIBA-HAMAラジオ』の事実上の後継企画である。

金曜日
- 『岸洋佑のスタートアップ』[3]
  - パーソナリティ：岸洋佑

岸が自身の夢を実現させるための第一歩として、話題のニュースや人物を通じて様々なことを学んでいくとしている。本枠の番組では唯一、アシスタントやパートナーが置かれないワンマンスタイルとなり、生放送と事前収録が概ね1週おきで行われる[注 4]。

## フロート番組
- 池田純 スポーツコロシアム!（火曜、20:40頃）
  - 2019年7月から9月まで月曜20:00 - 20:30に単独番組として放送されていた、スポーツビジネスをテーマにした番組。パーソナリティは池田純（実業家、元・横浜DeNAベイスターズ社長）。
  - なお、本枠終了後は再度独立番組に戻り、月曜18:45からの15分番組として継続。
- 就職戦士ブンナビ!（水曜、19:40頃）
  - 2020年1月まで放送。
- らくごのデンパ（木曜、19:25頃）
  - 以前から日曜の朝に放送されていた、西川アナ担当の落語トーク番組。
- メモリアルアートの大野屋ノ寄席no時間（木曜、19:40頃）
  - 2019年10月のみ放送（全4回）。東京の落語家による、葬祭にまつわる創作落語を流す。パーソナリティは小池可奈。
  - 制作局のラジオ大阪では『hanashikaの時間。』内で毎週火曜に放送していた。
  - 10月10日は放送なし[注 5]。10月24日にプロ野球日本シリーズ第5戦開催の場合は、11月7日が最終回となる予定だった[5]。
- 赤穂化成プレゼンツ「三木助の落語探訪」（木曜、19:40頃）
  - 2019年12月のみ放送（全4回）。パーソナリティは桂三木助と西川アナ。
- なかじましんや 木曜の穴（木曜、20:40頃）
  - 2019年11月より放送。同年9月まで土曜11:00 - 13:00に放送されていた『なかじましんや 土曜の穴』の流れを汲む番組。パーソナリティの中島信也は変わらないが、アシスタントは舘谷春香アナから水谷加奈アナに交代。

## 年末年始特別企画
年末年始は、当番組の特別企画が組まれた。
2019年12月27日
- 『岸洋佑のスタートアップ』公開生放送イベント

12月31日 - 2020年1月3日：『みらいブンカ village スペシャル』
- 12月31日：『ジャニーズA to Z』出演：砂山圭大郎アナ
- 1月1日：『ミュージック・サークル2020』出演：舘谷春香アナ
- 1月2日：『加山雄三60周年 Forever with You!』出演：加山雄三、太田英明アナ
- 1月3日：『岸洋佑 ミュージック・クロニカル〜26歳の懐メロ〜』出演：岸洋佑